# Мария Антония Анна фон Хоенцолерн-Хехинген
Мария Антония Анна фон Хоенцолерн-Хехинген (на немски: Maria Antonia Anna von Hohenzollern-Hechingen; * 10 ноември 1760, Хехинген; † 25 юли 1797, Хехинген) е принцеса от Хоенцолерн-Хехинген и чрез женитба княгиня на Фюрстенберг (1778 – 1796).

## Биография
Тя е единствената останала жива дъщеря на княз Йозеф Фридрих Вилхелм фон Хоенцолерн-Хехинген (1717 – 1798) и втората му съпруга графиня Мария Терезия фон Валдбург фон Цайл-Вурцах (1732 – 1802), дъщеря на граф Франц Ернст фон Валдбург-Цайл-Вурцах (1704 – 1781) и графиня Мария Елеонора фон Кьонигсег-Ротенфелс (1711 – 1766).
Мария фон Хоенцолерн-Хехинген се омъжва на 15 януари 1778 г. в Хехинген за княз Йозеф Мария Бенедикт Карл фон Фюрстенберг (* 9 януари 1758; † 24 юни 1796, Донауешинген), син на княз Йозеф Венцел фон Фюрстенберг (1728 – 1783) и графиня Мария Йозефа фон Валдббург-Траухбург (1731 – 1782). Той е от 1783 г. 7. княз на Фюрстенберг. Нейният баща бил опекун на нейния съпруг през младините му. Брачният договор е сключен на 27 октомври 1777 г. Бракът е бездетен.
Тя е ниска, интересува се от музика. Дисхармонията в брака се увеличава. След смъртта на нейния съпруг през 1796 г. тя се връща обратно в Хехинген, където умира след една година от възпаление на дробовете на 25 юли 1797 г. на 36 години. Погребана е в манастирската църква на Хехинген.